# Sarcophaga crassipalpis
Sarcophaga crassipalpis är en tvåvingeart som beskrevs av Macquart 1839. Sarcophaga crassipalpis ingår i släktet Sarcophaga och familjen köttflugor. Inga underarter finns listade i Catalogue of Life.